# San Lorenzo del Pasenatico
San Lorenzo del Pasenatico (in croato Sveti Lovreč o anche Sveti Lovreč Pazenatički; in veneto San Lorentso del Paxenatego) è un comune croato di 1 017 abitanti della regione istriana.

## Geografia fisica
Situato nell'entroterra della penisola istriana, ad un'altitudine di 197 m s.l.m., poco distante dalla costa adriatica e dal canale di Leme, il paese di San Lorenzo del Pasenatico si colloca nelle vicinanze della strada europea E751.

## Storia
Di origini preistoriche e abitato fin dall'età del bronzo, il piccolo borgo fortificato di San Lorenzo compare nelle fonti scritte a partire dall’XI secolo. Nel 1178 viene citato come Castrum Sancti Laurentii, allorché il papa Alessandro III ne concesse la giurisdizione al vescovo di Parenzo. Dopo essere stato sottoposto al Margraviato d’Istria, infatti, il paese fu proprietà dei vescovi di Parenzo, finché nel 1271 passò alla Repubblica di Venezia, che nel XIV secolo vi instaurò un comando militare - il Capitanato del Pasenatico - per mantenere l'ordine, addestrare le truppe e difendere il territorio. Con la caduta della Serenissima (1797), il paese passò sotto il dominio Asburgico. In seguito, nel 1918, il Regno d'Italia promosse la conservazione dei beni storici di San Lorenzo, ma successivamente, con la seconda guerra mondiale, l'intero territorio fu sottoposto alla dittatura jugoslava. Dal 1991 San Lorenzo del Pasenatico fa parte della Croazia.
Posto sull'antica via Flavia, che collegava Trieste a Pola, il borgo di San Lorenzo riveste un grande interesse storico-archeologico. Nell’XI secolo la località fu cinta da mura difensive e venne eretta la chiesa parrocchiale di San Martino, a tre navate e con annessa loggia, che rappresenta uno dei più begli esempi istriani di architettura romanica. Nel XIV secolo vennero ampliate le mura, furono rinforzati i basamenti e si costruirono le torri quadrate. Proprio la doppia cinta muraria permise alla popolazione di San Lorenzo di difendersi dagli attacchi degli Uscocchi nel XVII secolo; tuttavia, di lì a poco, la pestilenza del 1630 che colpì l'intera Istria si abbatté duramente anche sull'abitato di San Lorenzo. All’età bassomedievale risale inoltre la costruzione di un cimitero civico, recentemente scoperto dagli archeologi.

## Monumenti e luoghi d'interesse
- Chiesa parrocchiale di San Martino (XI secolo)
- Chiesa di San Biagio (XV secolo)
- Cinta muraria, con porte ad arco ogivale (XI/XIV secolo)

## Società

### Etnie e minoranze straniere
Secondo il censimento del 1910 la popolazione del comune di San Lorenzo del Pasenatico era così suddivisa:
| Totale abitanti | Lingua d'uso italiano | Lingua d'uso serbo-croato | Lingua d'uso sloveno |
| --------------- | --------------------- | ------------------------- | -------------------- |
| 2087            | 543                   | 1521                      | 10                   |

### La presenza autoctona di italiani
È presente una piccola comunità di italiani autoctoni che rappresentano una minoranza residuale di quelle popolazioni italofone che abitarono per secoli la penisola dell'Istria e le coste e le isole del Quarnaro e della Dalmazia, territori che appartennero alla Repubblica di Venezia. La presenza degli italiani a San Lorenzo del Pasenatico è drasticamente diminuita in seguito all'esodo giuliano dalmata, che avvenne dopo la seconda guerra mondiale e che fu anche cagionato dai "massacri delle foibe".
Con il passaggio dell'Istria dall'Italia alla Jugoslavia alla fine della seconda guerra mondiale, come in molti altri territori dell'Istria, una parte consistente della popolazione di lingua italiana emigrò in Italia, nel cosiddetto esodo istriano. Oggi rimangono solo alcuni nuclei italiani. L'italiano resta comunque compreso e parlato da molti.

### Lingue e dialetti
| %      | Ripartizione linguistica (gruppi principali) |
| ------ | -------------------------------------------- |
| 96,38% | madrelingua croata                           |
| 1,49%  | madrelingua italiana                         |

| %      | Ripartizione linguistica (gruppi principali) |
| ------ | -------------------------------------------- |
| 95,76% | madrelingua croata                           |
| 1,67%  | madrelingua italiana                         |

## Località
Il comune di San Lorenzo del Pasenatico è diviso in 24 insediamenti (naselja):
| - Capovici (Kapovići) - Cheriachi (Heraki) - Chersola (Kršuli) - Ivici (Ivići) - Iacchi (Jakići I) - Iurzani (Jurcani) - Lacovi (Lakovići) - Laurècia (Lovreča) - Mattosovi (Krunčići) - Medachi (Medaki) - Medivici (Medvidići) - Orbani (Orbani) | - Paiari (Pajari) - Perini (Perini) - Pertinazzi (Frnjolići) - Radici (Radići) - Raichi (Rajki) - Sgrabici (Zgrabljići) - Stranici di San Lorenzo (Stranići kod Svetog Lovreča) - San Lorenzo del Pasenatico (Sveti Lovreč) - sede comunale - Villa Cecchi (Čehići) - Villa Cnappi (Knapići) - Villanova (Selina) - Voschioni (Vošteni) |